# La Flamengrie (Nord)
La Flamengrie település Franciaországban, Nord megyében. Lakosainak száma 433 fő (2022. január 1.). La Flamengrie Bettrechies, Saint-Waast, Wargnies-le-Petit és Honnelles községekkel határos.

## Népesség
A település népességének változása:
| Lakosok száma | 389  | 400  | 415  | 420  | 424  | 426  | 436  | 435  | 433  |
|               | 2013 | 2015 | 2016 | 2017 | 2018 | 2019 | 2020 | 2021 | 2022 |